# Angiotensina 1-7
L'angiotensina 1-7, també coneguda com Ang-(1-7), és un pèptid de la família de les angiotensines amb reconeguts efectes protectors sobre el funcionament del sistema cardiovascular. Aquesta proteïna pertany a un sistema hormonal estretament regulat anomenat sistema renina-angiotensina (SRA), el qual, entre altres funcions, participa en el control del sistema cardiovascular i en el de l'equilibri hidroelectrolític.
Concretament, aquesta proteïna es troba a la denominada branca protectora del SRA ja que fisiològicament s'oposa a l'augment de la pressió arterial i de la inflamació, entre d'altres efectes. Principalment, es tracta d'un agent vasodilatador que afecta a òrgans cardiovasculars, com el cor, els vasos sanguinis i els ronyons.
Posseeix unes propietats i efectes oposats a les del principal component efector del SRA, l'angiotensina II (Ang II), la qual, entre d'altres efectes, provoca un augment en la vasoconstricció. Es considera per tant una antagonista fisiològica de l'Ang II ja que és capaç de contrarestar diverses accions deletèries d'aquesta altra proteïna.
L'Ang-(1,7) es genera a partir de l'Ang II i de l'angiotensina I (Ang I) a través de diferents rutes enzimàtiques en el SRA en les quals participen diferents enzims. A més, les diferents propietats protectores que posseeix aquesta biomolècula la presenten com una diana terapèutica molt interessant per al tractament de les malalties i l'envelliment cardiovasculars.

## Estructura i característiques
L'Ang-(1,7) és un heptapèptid, el que vol dir que està format per 7 aminoàcids o pèptids en una seqüència específica. Concretament, la seva conformació d'aminoàcids és Asp-Arg-Val-Tyr-Ile-His-Pro. També es coneix pel nom genèric talfirastide (nom de desenvolupament TXA127).
D'altra banda, l'Ang-(1-7) té la fórmula molecular C41H62N12O11 i presenta un pes molecular d'aproximadament 899.02 Da o 0,9kDa. Pel que fa a la seva funció, se'l considera un pèptid de senyalització ja que participa en vies de transducció de senyals a través de les quals desenvolupa els seus efectes protectors.

Diferents angles de rotació que poden presentar els enllaços peptídics de l'angiotensina 1-7.

L'Ang-(1,7) no és una proteïna, sinó un pèptid curt que pertany a la família de les angiotensines, per la qual cosa no té una estructura tridimensional completa com altres proteïnes més complexes. És per això que, com la seva cadena d'aminoàcids (estructura primària) és molt curta, és improbable que l'Ang-(1,7) formi estructures secundàries complexes i estables com hèlix alfa i làmines beta, com ho fan les cadenes polipeptídiques.
Per tant, l'Ang-(1,7) no posseeix una estructura terciària fixa ja que no adopta cap conformació en l'espai. No obstant això, quan interacciona amb el seu receptor Mas, pot adoptar una conformació concreta que facilita aquesta interacció, però en si mateixa no té una estructura terciària definida ja que és un pèptid i no una proteïna.
A més, degut a les propietats dels enllaços peptídics, l'Ang-(1,7) presenta diferents angles d'enllaç quan es forma, podent adoptar diverses conformacions en funció d'aquests angles entre aminoàcids.

## Història i descobriment
L'Ang-(1,7) és coneguda des de la dècada de 1980, quan uns estudis sobre el metabolisme de l'Ang I marcada radioactivament en homogenats de tall cerebral de gossos van revelar que el major pic radiactiu en l'afluent d'aquesta prova corresponia a aquest pèptid, l'Ang-(1,7).
Durant la dècada de 1980 es va considerar a aquesta proteïna com un producte inactiu del SRA, però a finals d'aquesta mateixa dècada Schiavone i altres investigadors van demostrar que l'Ang-(1,7) era equipotent a l'Ang II pel que fa a l'alliberament de vasopresina. També a finals d'aquesta dècada, el 1988, Robson Santos i altres investigadors van demostrar que aquest heptapèptid també tenia la capacitat de reduir la pressió arterial en rates, contribuint de nou al correcte funcionament del sistema cardiovascular.
A principis de la dècada dels 2000 encara no es coneixien quins eren els receptors a través dels quals l'Ang-(1,7) executava les seves funcions. No obstant això, el 2003, Santos i altres investigadors, fent servir ronyons de ratolins, van demostrar que  la supressió genètica del receptor Mas eliminava la unió de l'Ang-(1,7) a aquest receptor, el que donava lloc a la pèrdua de les seves funcions cardiovasculars.
Això va demostrar que l'Ang-(1,7) era el lligand endogen del receptor Mas, un conjunt de receptors que es troben, entre d'altres llocs, acoblats a la proteïna G de les cèl·lules del túbul contornejat proximal, on també es troba principalment l'Ang-(1,7). D'aquesta manera, es va descobrir que l'Ang-(1,7) desenvolupa les seves funcions a través d'aquesta unió al receptor Mas en el SRA. Val a dir que l'Ang-(1,7) no només s'acobla al receptor Mas en les cèl·lules del túbul contornejat proximal, sinó també en altres tipus de cèl·lules, la qual cosa es va anar descobrint amb el temps.

Des de llavors s'han continuat estudiant els efectes d'aquest pèptid en el sistema cardiovascular així com els diferents processos en els quals està involucrada. A més, s'han descobert aplicacions terapèutiques basades en els seus efectes protectors que tenen una gran rellevància en el tractament de l'envelliment cardiovascular i, per tant, en la prevenció de malalties cardiovasculars.

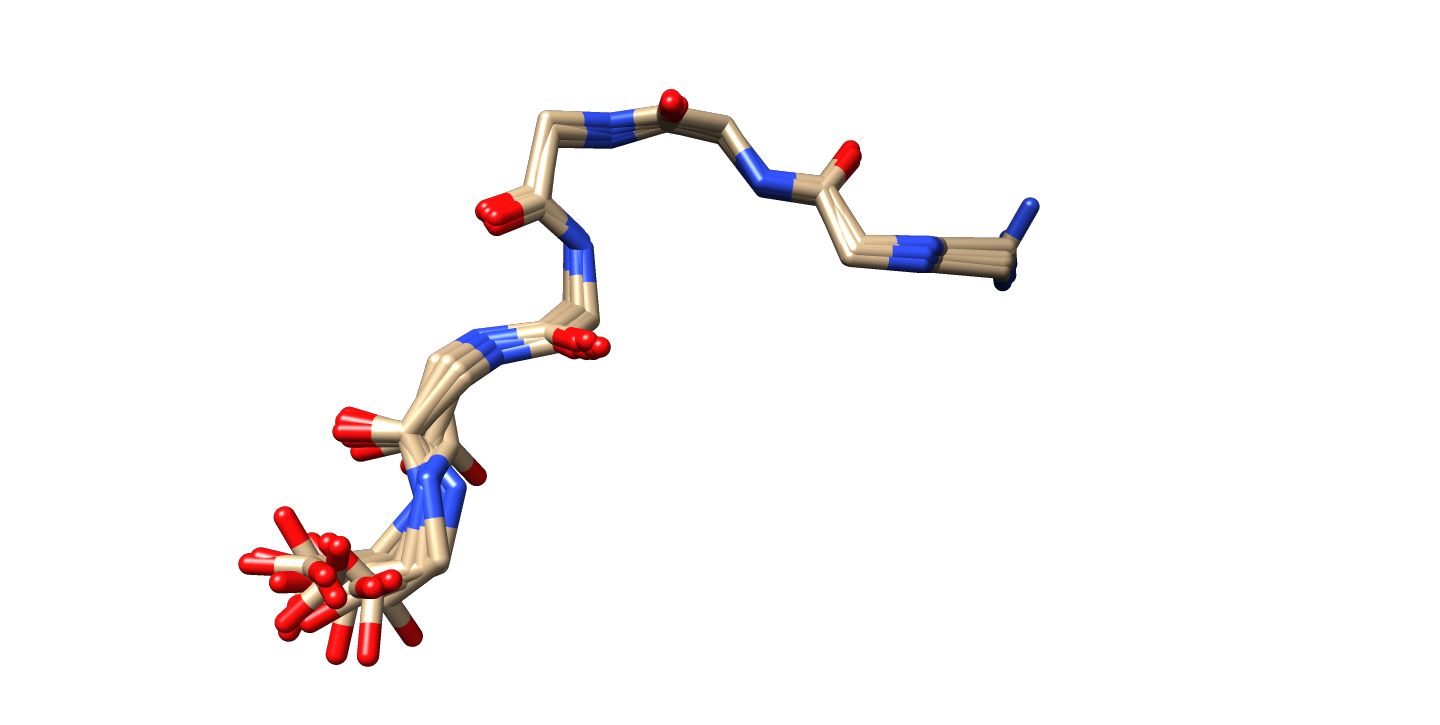
Diferents conformacions que pot adoptar l'Ang-(1,7) pel que fa a les rotacions dels seus enllaços peptídics.

## Formació en el SRA
Es pot obtenir Ang-(1,7) a partir d'Ang I o d'Ang II en diferents rutes on intervenen diferents enzims.
El polipèptid Ang I pot convertir-se en Ang-(1-7) per acció dels enzims neprilisina (NEP) i oligopeptidasa de tiol (TOP). L'Ang II (la qual s'obté a partir de l'Ang I i l'acció de l'enzim ECA) també es pot hidrolitzar en Ang-(1-7) mitjançant les accions de l'enzim convertidor d'Ang II (ECA2).
Cal dir que, en el SRA, la ruta de l'Ang-(1,7) s'inicia a partir de l'angiotensingoen. Aquest compost és el primer de tota la via i és el que, gràcies a un compost anomenat renina, esdevé Ang I.

### Formació per acció dels enzims NEP i TOP.

##### Activació del sistema Renina-Angiotensina i formació d'Ang I.
1. Alliberació de renina: en disminuir la pressió arterial, en augmentar el sistema nerviós simpàtic o bé al reduir-se en la concentració de sodi; es produeix una alliberació de renina al torrent sanguini per part de les cèl·lules juxtaglomerulars.[8]
2. Conversió d'angiotensinogen a Ang I: la renina actua sobre l'angiotensinogen , una proteïna sintetitzada al fetge, i catalitza la seva conversió a Ang I, un decapèptid (pèptid conformat per deu aminoàcids) que és el precursor de la gran majoria dels compostos que actuen en el sistema SRA. De fet, l'Ang I no és tan rellevant pels seus efectes, sinó pel fet que serveix com a precursora de diverses altres formes d'angiotensina, entre elles l'Ang-(1,7).[8]

#### Formació d'Ang-(1,7) a partir d'Ang I mitjançant Neprilisina i Oligopeptidasa de Tiol.

###### Via de Neprilisina (NEP).
La neprilisina és un enzim de membrana que és present en les cèl·lules de molts teixits i òrgans, com ara el cor, el cervell o els ronyons. La seva principal funció és la degradació de pèptids, i actua de manera específica en el sistema renina-angiotensina, principalment sobre l'Ang I.
Acció sobre Ang I:
La neprilisina és capaç de catalitzar directament la conversió d'Ang I a Ang-(1-7) mitjançant un procés de tall específic. Aquest procés es duu a terme gràcies a la capacitat de la neprilisina de clivar enllaços peptídics en localitzacions específiques, alliberant així el fragment d'Ang-(1,7) de set aminoàcids: Asp-Arg-Val-Tyr-Ile-His-Pro.
El mecanisme d'acció es basa en el reconeixement per part de la NEP de l'Ang I el posterior tall de l'enllaç entre el residu de fenilalanina (Phe) a la posició 8 i l'histidina (His) a la posició 9 de la cadena d'Ang I. És a partir d'aquest tall que s'origina l'Ang-(1-7).

###### Via de l'oligopeptidasa de tiol (TOP).
L'oligopeptidasa de tiol (TOP) és  un enzim degradador de pèptids i citosòlic present a diversos teixits, el qual té afinitat per pèptids de mida mitjana, com l'Ang I. Els grups tiol que conté aquest enzim participen activament en el seu mecanisme de tall peptídic.
Acció sobre Ang I:
L'enzim TOP catalitza la conversió d'Ang I a Ang-(1,7) de manera similar a la neprilisina, però en una localització cel·lular diferent i amb una precisió de tall també lleugerament diferent. En aquest procés, TOP reconeix i cliva l'Ang I en el mateix punt que la NEP (entre Phe8 i His9), procés a partir del qual s'origina l'Ang-(1-7).
La principal diferència en l'acció de l'enzim TOP respecte a la NEP és que, en funció del microambient enzimàtic, pot modificar l'eficàcia de la formació de l'Ang-(1-7). Això dependràde les condicions fisiològiques del medi.

### Formació per acció de l'enzim ECA2.
Com s'ha dit, l'Ang-(1,7) també pot sintetitzar-se a partir d'Ang II i no només d'Ang I. En aquest cas, en la via sistemàtica del SRA, primer s'ha de passar d'Ang I a Ang II a través de l'enzim convertidor d'Ang I, l'anomenat ECA. Tot seguit, un cop fromada l'Ang II, es pot obtenir Ang-(1,7) a partir d'aquest a través de l'enzim convertidor d'Ang II (ECA2), el qual catalitza aquest pas d'Ang II a Ang-(1,7). Aquest procés és clau en la regulació del SRA, la qual alhora implica la regulació de la pressió arterial (entre d'altres factors) i, per tant, la salut cardiovascular.

##### Funció de l'enzim ECA2 en la síntesi d'Ang-(1-7).
ECA2 és un enzim transmembranós que actua sobre l'Ang II, la qual contribueix a l'elevació de la pressió arterial ja que és un potent vasoconstrictor, entre d'altres propietats. L'ECA2 hidrolitza l'Ang II, li elimina un residu d'aminoàcid i la converteix en Ang-(1,7), la qual té efectes oposats a Ang II pel que fa a l'estrès oxidatiu i la vasodilatació, principalment.

##### Mecanisme de la síntesi d'Ang-(1-7).
En actuar sobre l'Ang II, l'enzim ECA2 realitza una funció d'hidrolització que consisteix en el tall del  vincle peptídic entre els residus d'aminoàcid en posició 7 i 8 de l'Ang II. D'aquesta hidròlisi resulta la formació d'Ang-(1-7). Aquesta conversió d'Ang II a Ang-(1,7) fa que disminueixin els nivells d'Ang II en el sistema circulatori i augmentin els nivells del nou pèptid amb efectes oposats, contrarestant els efectes de l'Ang II.

##### Interacció de l'Angiotensina-(1-7) amb el receptor Mas.
Un cop sintetitzada, per poder exercir les seves funcions, l' Ang-(1-7) s'ha d'unir al receptor Mas, el qual es troba en diverses cèl·lules del sistema cardiovascular i també en d'altres teixits acoblat a la proteïna G. La unió d'Ang-(1-7) al receptor Mas provoca l'activació d'una cascada de senyalització cel·lular que produeix els efectes protectors propis del pèptid (vasodilatació, reducció de l'estrès oxidatiu i prevenció de la fibrosi en els teixits).

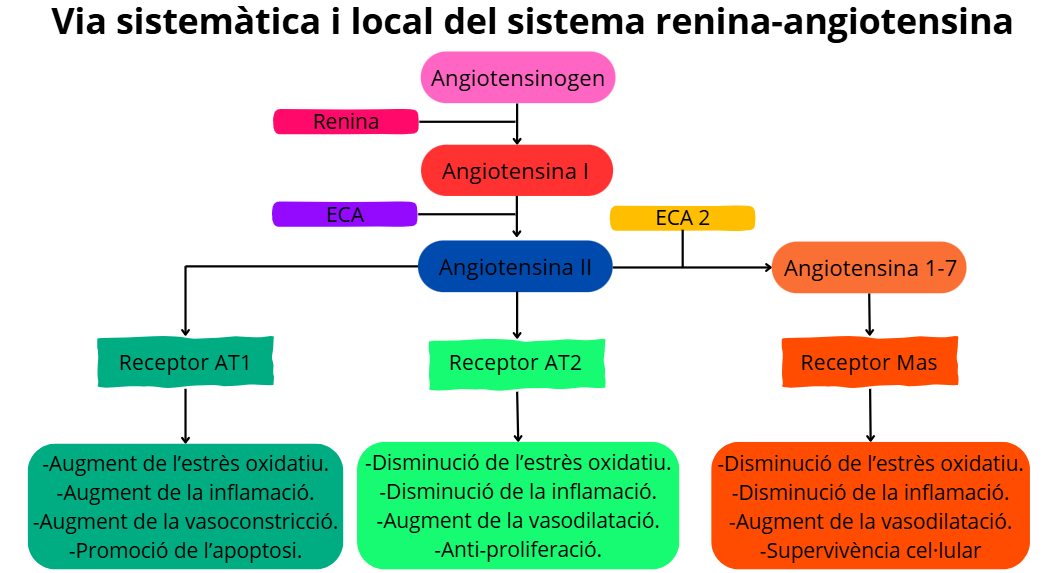
Es mostra la síntesi d'Ang-(1,7) a partir d'Ang I i d'Ang II així com els enzims que intervenen en aquesta via i els efectes que promouen cadascun dels receptors de l'Ang II i l'Ang-(1,7).

La unió al receptor Mas és pròpia de l'Ang-(1-7). L'Ang II, a diferència de l'Ang-(1-7), actua a través del receptor AT1R (receptor de tipus 1 de l'Ang II), fet que promou els efectes contraris a Ang II (vasoconstricció i inflamació). L'Ang II també pot unir-se al receptor AT2R, el qual genera efectes semblants als que genera l'Ang-(1,7) ja que augmenta la vasodilatació, disminueix l'estrès oxidatiu i augmenta la resposta antiinflamatòria. No obstant això, també afavoreix l'apoptosi i la inhibició de la proliferació cel·lular.

## Efectes
L'Ang-(1-7) té múltiples efectes beneficiosos, especialment relacionats amb la salut cardiocascular i metabòlica. Entre ells, presenta efectes antiimflamatoris, antitrombòtics, vasodilatadors, antiangiogènics i antihipertensius. Molts d'aquests efectes s'encarreguen de contrarestar els efectes de l'Ang II ja que, com s'ha dit, són antagonistes pel que fa als seus efectes en el sistema cardiovascular.

### Sistema cardiovascular
L'Ang-(1-7) actua oposant-se a la vasoconstricció causada per l'Ang II mitjançant l'alliberament de NO (òxid de nitrogen) i PGI2. També potencia la vasodilatació induïda per la bradicina, fet que pot contribuir als seus efectes cardioprotectors. Estudis recents han demostrat la seva tasca de protecció de funció cardíaca i endotelial en models d'insuficència cardíaca: s'ha observat que, en contraposició a l'Ang II, l'Ang-(1-7) exerceix un efecte antirrítmic a concentracions fisiològiques en models de lesió per isquèmia o reperfusió. Tanmateix, aquest pèptid en concentracions suprafisiològiques pot disminuir el flux coronari i provocar efectes arrítmics.
Alternativament, aquest heptapèptid també està relacionat amb la regulació central de la pressió arterial. L'Ang (1-7) millora la sensibilitat del reflex baroreceptor i modula els ritmes circadians de la pressió arterial i la freqüència cardíaca.

### Acció antiproliferativa
Altrament, en contrast a l'Ang II, l'Ang-(1-7) actua com a agent antiproliferatiu. Quan les cèl·lules del múscul llis vascular s'exposen a l'Ang-(1-7), s'inhibeix la capacitat de l'Ang II per estimular el creixement i la proliferació cel·lular, alhora que disminueix l'expressió dels factors mitògens.
El resultat d'aquests efectes es resumeix en la inhibició de la proliferació de les cèl·lules musculars llises vaculars, la qual cosa ressalta l'important paper de l'Ang-(1-7) en la inhibició de l'angiogènesi i en la cicatrització de ferides.

### Efecte antitrombòtic
L'evidència científica també posa a l'Ang-(1-7) com a agent antitrombòtic en el sistema cardiovascular, que actua com a contraregulador dels efectes pro-trombòtics de l'Ang II. En models experimentals, s'ha demostrat que l'Ang (1-7) inhibeix l'adhesió plaquetària i redueix la formació de trombes venosos. Aquest mecanisme implica l'òxid nítric (NO), un inhibidor de l'adhesió plaquetària, i la prostaciclina (PGI2). A través d'aquests dos compostos l'Ang-(1,7) és capaç de desenvolupar aquest efecte anticoagulant.

## Aplicacions terapèutiques
Estudis recents han demostrat, a través de models experimentals, que l'Ang-(1-7), gràcies als seus efectes i a les seves propietats, podria ser capaç de frenar l'envelliment vascular. Les diferents propietats que apresenta aquesta proteína la presenten com una diana terapèutica molt rellevant i interessant per al tractament de malalties cardiovasculars.
Les malalties cardiovasculars són la pricnipal causa de mort a nivell global i estan relacionades amb l'envelliment d'aquest sistema cardiovascular. Quan es padeix una d'aquestes malalties, s'accelera el procés d'envelliment del sistema cardiovascular, de manera que facilitarà l'aparició de noves malalties semblants a llarg termini.
Com s'ha dit, l'Ang-(1-7) es troba al sistema renina-angiotensina a la denominada branca protectora del SRA desenvolupant les seves diverses funcions protectores. En condicions normals, hi ha un equilibri en la producció d'Ang-(1,7) i en la producció de la branca danyina del SRA. No obstant això, a mesura que envelleix el sistema cardiovascular o es padeixen malalties cròniques, aquest equilibri es perd i els nivells de producció d'Ang-(1-7) es redueixen degut a aquest envelliment.
És per això que els fàrmacs que contribueixen a recuperar aquest equilibri a través d'un afavoriment de la producció d'Ang-(1-7) o que simplement són un suplement d'Ang-(1,7), són estratègies terapèutiques rellevants a l'hora de frenar el deteriorament cardiovacular i, per tant, l'envelliment vascular.

## Assaigs clínics
Els efectes protectors cardiovasculars de Ang-(1–7) han estat principalment estudiats en models animals, amb un nombre limitat d'estudis clínics que demostren el seu potencial terapèutic en humans. Tot i que l'Ang-(1-7) ha demostrat efectes vasodilatadors potents en diverses zones vasculars de rossegadors, la informació sobre els seus efectes en humans és encara limitada i sovint contradictòria.